# تشارلي داميليو
تشارلي داميليو (بالإنجليزية: Charli D'Amelio)‏ (ولدت في 1 مايو 2004) هي شخصية وراقصة في وسائل التواصل الاجتماعي الأمريكية تنشئ مقاطع فيديو على تيك توك. اعتبارًا من أكتوبر 2020، جمعت أكثر من 100 مليون متابع على المنصة الاجتماعية، وقد وصفتها صحيفة نيويورك تايمز بأنها «ملكة تيك توك». هي الشخص الأكثر متابعة على المنصة.

## المسيرة
بدأت تشارلي داميليو في تيك توك في صيف عام 2019 مع مقاطع فيديو رقص تم تحميلها. لقد اكتسبت منذ ذلك الحين أكثر من 100 مليون متابع على تيك توك، 33.7 مليون متابع على إنستغرام، 8 مليون مشترك على يوتيوب، و 4.7 مليون متابع على تويتر. وفي 10 أشهر فقط، أصبحت الحساب الأكثر متابعة على منصة التواصل الاجتماعي تيك توك. لقد تفوقت على الشخص السابق الأكثر متابعة، لورين غراي، في 25 مارس 2020.
في يناير 2020، وقعت داميليو مع وكالة المواهب UTA. ثم شاركت في إعلان تجاري في سوبر بول لسابرا هوموس مع المشاهير الآخرين. تمت دعوتها لحضور Super Bowl LIV ولمقابلة جينيفر لوبيز لإنشاء تحدي تيك توك الفيروسي "J Lo Super Bowl Challenge".
وهي جزء من مجموعة تيك توك التعاونية «هايب هاوس» على الويب مع 18 آخرين، بما في ذلك Chase Hudson وAvani Gregg وأديسون راي وأختها ديكسي داميليو. في مايو 2020، أكد ممثل داميليو لصحيفة هوليوود ريبورتر أنها وشقيقتها ديكسي غادرتا هايب هاوس بعد أن أصبحت عملًا تجاريًا وليس شيئًا ممتعًا.
تمت دعوتها للأداء في لعبة NBA All-Star، مع أداء زملائها أعضاء هايب هاوس أديسون راي، وشقيقتها ديكسي، ومبتكرة رقص «المرتد»، جالايا هارمون. في 27 مارس 2020، تعاونت داميليو على يوتيوب مع الممثل نواه شناب.

## الحياة الشخصية
تشمل عائلتها المباشرة السياسي والأب مارك داميليو ووالدتها هايدي داميليو وأختها ديكسي داميليو. دخلت هي وشقيقتها في شراكة مع اليونيسف، وتحدثت ضد التنمر عبر الإنترنت ومخاطر الشهرة على المنصة.

## روابط خارجية
- تشارلي داميليو على موقع IMDb (الإنجليزية)
- تشارلي داميليو على موقع ميوزك برينز (الإنجليزية)
- تشارلي داميليو على موقع قاعدة بيانات الفيلم (الإنجليزية)
- تشارلي داميليو على تيك توك
- تشارلي داميليو على إنستغرام
- تشارلي داميليو في قاعدة بيانات الأفلام على الإنترنت